# Badajoz
Badajoz (în spaniolă Badajos) este un oraș în partea de vest a Spaniei, pe malul stâng al fluviului Guadiana. Localitatea a fost fondată în anul 875 de către mauri.

## Personalități născute aici
- Pedro de Alvarado (1485 sau 1495 - 1541), conchistador;
- Pedro de Valdivia (c. 1500 – 1553), conchistador;
- Manuel de Godoy (1767 - 1851), om de stat;
- María del Pilar Ayuso González (n. 1942), politician, europarlamentar;
- Fernando Pacheco Flores (n. 1992), fotbalist.